# Capitainerie de São Paulo e Minas de Ouro
La capitainerie de São Paulo e Minas de Ouro était l'une des divisions administratives du Brésil à l'époque coloniale. Ce nom fut donné à la capitainerie de São Vicente le 3 novembre 1709 à la suite de la guerre des Emboabas.
La région se révèle rapidement grande productrice d'or et de pierres précieuses, supplantant le Nordeste comme centre de l'économie du pays.
Sous l'action des bandeirantes son territoire s'étend et englobe les États actuels de Santa Catarina, Paraná, São Paulo, Minas Gerais, Goiás, Tocantins, Mato Grosso do Sul, Mato Grosso et Rondônia.
À partir du 12 septembre 1720, elle est divisée en deux capitaineries, la capitainerie de São Paulo et la capitainerie de Minas Gerais.
Le 28 février de 1821, elle devint une province qui formera plus tard l'actuel État de Santa Catarina à la proclamation de la République Brésilienne en 1889. 